# 2011 Girls Generation Tour
"2011 Girls Generation Tour"는 대한민국의 걸 그룹 소녀시대의 두 번째 라이브 음반이다.